# Македонские цари

Солнце Вергины — символ Македонии

На этой странице приведён список царей древней Македонии, правивших с VIII в. до н. э. по 168 до н. э.

## Династия Аргеадов(Теменидов)
Первые 3 царя македонской династии Аргеадов, начиная с Карана, введены в генеалогическое древо, видимо, при царе Филиппе II, в середине IV в. до н. э. Большинство историков не доверяет легенде о приходе на царство Карана, однако его имя и красивый миф широко используются в литературе.
- Каран (Κάρανος) — мифологический царь, приписаны 827—797 годы до н. э.
- Кен (Κοινός, Coenus) — мифологический царь, приписаны 797—769 годы до н. э.
- Тирм (Τυρίμμας, Tyrimmas) — мифологический царь, приписаны 769—726 годы до н. э.

В V веке до н. э. Геродот и Фукидид, собиравшие информацию из первых рук, исчисляли династию Аргеадов с Пердикки. Династия Аргеадов вела своё происхождение от Темена из рода Гераклидов, царя Аргоса, отсюда и название Аргеады. Предполагается, что аргосское происхождение династии от Геракла было выдумано с целью поднятия престижа македонских царей. Никакими другими источниками, кроме устной легенды, историки не располагают. Вот как рассказывает Геродот данное сказание: 

«Из Аргоса бежали в Иллирийскую землю трое братьев — потомки Темена: Гаван, Аероп и Пердикка. Из Иллирии, перевалив через горы, братья прибыли в Верхнюю Македонию, в город Лебею. Там они поступили за плату на службу к царю. Старший сторожил коней, второй пас коров, а младший Пердикка ухаживал за мелким скотом. А супруга царя сама варила им пищу (ведь в стародавние времена даже царицы, не только простой народ, жили бедно)… Затем царь призвал к себе поденщиков и приказал им покинуть страну… Братья же прибыли в другую часть Македонии и поселились поблизости от так называемых Садов Мидаса, сына Гордия… Братья завладели этой местностью и отсюда покорили остальную Македонию».— 
- Пердикка I (Περδίκκας) — 726—678 до н. э.
- Аргей (Αργαίος) — 678—640 до н. э.
- Филипп I Македонский (Φίλιππος της Μακεδονίας) — 640—602 до н. э.
- Аероп I (Αεροπός) — 602—576 до н. э.
- Алкет (Αλκήτας) — 576—547 до н. э.
- Аминта I (Αμύντας) — 547—498 до н. э.
- Александр I (Αλέξανδρος) — 498—454 до н. э.
- Пердикка II (Περδίκκας) — 454—413 до н. э.
- Архелай (Αρχέλαος) — 413—399 до н. э.
- Орест (Ορέστης της Μακεδονίας) — 399—396 до н. э.
- Аероп II (Αεροπός Β΄ или Архелай II) — 396—393 до н. э. (из рода Линкестидов)
- Павсаний (Παυσανίας της Μακεδονίας) — 393 до н. э. (из рода Линкестидов)
- Аминта II (Αμύντας Β΄) — 393—392 до н. э.
- Аминта III (Αμύντας Γ΄) — 392—369 до н. э.
- Александр II Македонский (Αλέξανδρος Β΄) — 369/368 до н. э.
- Птолемей I Алорит (Πτολεμαίος Α΄) — 368—365 до н. э. (род неизвестен)
- Пердикка III (Περδίκκας Γ΄) — 365—359 до н. э.
- Филипп II Македонский (Φίλιππος Β') — 359—336 до н. э.
- Александр III Великий (Αλέξανδρος ο Μέγας) — 336—323 до н. э.
- Филипп III Арридей (Φίλιππος Γ΄) — 323—317 до н. э. (формальный царь)
- Александр IV (Αλέξανδρος Δ') — 316—309 до н. э. (формальный царь при Кассандрe)

Династия началась с легендарного Пердикки и закончилась сыном Александра Великого, Александром IV, рожденным после смерти отца. Все ближайшие кровные родственники Александра Великого были убиты бывшими полководцами великого завоевателя, расчистившими таким образом путь для своих собственных династий.

## Династия Антипатридов[вд]
- Кассандр (Κάσσανδρος) — 316—297 до н. э.
- Филипп IV (Φίλιππος Δ΄) — 297 до н. э.
- Антипатр I (Αντίπατρος) — 297 до н. э.—294 до н. э.
- Александр V (Αλέξανδρος Ε΄) — 297 до н. э.—294 до н. э.
- Антипатр II Этесий (Αντίπατρος Β΄) — 279 до н. э.

## Цари из разных родов
- Деметрий I Полиоркет (Δημήτριος Α' Πολιορκητής) — 294 до н. э. — 288 до н. э.
- Пирр I (Πύρρος της Ηπείρου) — 288 до н. э. — 285 до н. э.
- Лисимах (Λυσίμαχος) — 285 до н. э. — 281 до н. э.
- Птолемей II (Πτολεμαίος Κεραυνός) — 281 до н. э. — 279 до н. э.
- Мелеагр (Μελέαγρος) — 279 до н. э.
- Сосфен (Σωσθένης της Μακεδονίας) — 279 до н. э. — 278 до н. э.

Один год 278 до н. э.—277 до н. э. — анархия
В этот период претендентами на македонский престол были:
- Антипатр II (Αντίπατρος Β΄);
- Птолемей Эпигон (Πτολεμαίος ο Επίγονος);
- Александр (сын Лисимаха) (Ἀλέξανδρος).[4]

Диодор также ещё называет в качестве претендента Пирра, но это невозможно, так как он в это время находился на Сицилии.

## Династия Антигонидов
Основателем династии Антигонидов считается полководец Александра Македонского Антигон I Одноглазый.
- Антигон II Гонат (Αντίγονος Β΄ Γονατάς) — 277 до н. э. — 273 до н. э.
- Пирр I (Πύρρος της Ηπείρου) (вторично) — 273 до н. э. — 272 до н. э.
- Антигон II Гонат (Αντίγονος Β΄ Γονατάς) (вторично) — 272 до н. э. — 239 до н. э.
- Деметрий II (Δημήτριος Β΄ Αιτωλικός) — 239 до н. э. — 229 до н. э.
- Антигон III Досон (Αντίγονος Γ΄) — 229 до н. э. — 221 до н. э. (регент при пасынке — малолетнем Филиппе V)
- Филипп V (Φίλιππος Ε΄) — 221 до н. э. — 179 до н. э.
- Персей (Περσέας της Μακεδονίας) — 179 до н. э. — 168 до н. э.

В 168 до н. э. Македония была завоевана Римской республикой. Страна была разделена на четыре независимые друг от друга республики с аристократией во главе, которые выплачивали дань Риму.
В 149 до н. э. в Македонии появился некий самозванец Андриск (Ανδρίσκος), выдававший себя за умершего сына Персея Филиппа и принявший тронное имя Филипп VI. Это привело к четвёртой Македонской войне. В 148 до н. э. римляне разбили Лжефилиппа. Македония включена в состав Римского государства.
В Македонии появлялись и другие самозванцы — Псевдо-Александр в 146 году и ещё один Псевдо-Филипп в 143/142 году до н. э., но в обоих случаях восстания уже не достигали прежнего размаха.